# Чашники (Смоленская область)
Чашники — деревня в Рославльском районе Смоленской области России. Входит в состав Перенского сельского поселения. Население — 14 жителей (2007 год). 
Расположена в южной части области в 7 км к югу от Рославля, в 2 км западнее автодороги А141 Орёл — Витебск, на берегу реки Лаповка. В 5 км северо-восточнее деревни расположена железнодорожная станция Липовская на линии Рославль — Брянск. 

## История
В годы Великой Отечественной войны деревня была оккупирована гитлеровскими войсками в августе 1941 года, освобождена в сентябре 1943 года. 